# Marcin Hennig
Marcin Hennig (ur. 12 sierpnia 1976 w Gdańsku) – architekt i alpinista. Drugi (po Amalii Kapłoniak) polski zdobywca odznaki Śnieżnej Pantery (pierwszy Polak, który otrzymał to wyróżnienie za wszystkie pięć szczytów, z uwzględnieniem najtrudniejszego Piku Pobiedy).

## Wejścia na szczyty siedmiotysięczne
- 10.08.2004 Chan Tengri
- 04.08.2005 Szczyt Korżeniewskiej
- 19.08.2005 Szczyt Ismaila Samaniego (dawniej pik Kommunizma)
- 30.07.2006 Szczyt Lenina
- 18.08.2006 Szczyt Zwycięstwa (ros. pik Pobiedy)[1]

## Nagrody i odznaczenia
- 2006 – tytuł Śnieżnej Pantery[1].